# Azacualpa (El Salvador)
Azacualpa es un distrito del municipio de Chalatenango Sur del departamento de Chalatenango, El Salvador. Tiene una población estimada de 1 053 habitantes para el año 2024.
| Censo | Población | Cambio | Porcentaje |
| ----- | --------- | ------ | ---------- |
| 2007  | 1 136     | N/D    | N/D        |
| 2024  | 1 053     | -83    | -7.3%      |

## Historia
Hacia finales del siglo XVIII, Azacualpa era una próspera hacienda donde se cultivaba principalmente añil. Era una de las haciendas más prósperas de Chalatenango. La razón de esa prosperidad radicaba en dos circunstancias: La primera es que en ese tiempo para trasladarse de Chalatenango a San Salvador había que pasar por Azacualpa, ya que este era el camino. Y la segunda es que era un descanso obligatorio de las carretas y el ganado que en esa época realizaban dichos viajes. En 1807, la hacienda de Azacualpa era propiedad de Marcos López y hermanos, y en su comprensión se había formado la aldea de igual nombre, que contaba con una población de 140 personas. En ese tiempo, las familias subsistían cultivando añil (jiquilite), maíz, algunas semillas y hortalizas. Para 1811, fue erigido como pueblo. 
En el 13 de enero de 1854, el gobernador José D. Montiel reporta en un informe de mejoras en el Departamento de Cuscatlán que en Azacualpa se estaba reedificando su iglesia que estaba por terminarse. En su camino real se hicieron reparos necesarios.
En 1890 su población había crecido a 768 habitantes.
Asimismo, en el sitio se cruzaba el camino desde San Salvador a Chalatenango, y era lugar de sesteo de ganado. Para 1811 fue erigido como pueblo. Forma parte del departamento de Chalatenango desde 1855.

## Información general
El distrito cubre un área de 10,01 km² y la cabecera tiene una altitud de 490 m s. n. m. El topónimo náhuat Azacualpa significa «Lugar en las veras de las aguas» o «Lugar en la vera del río». Las fiestas patronales se celebran en el mes de febrero en honor a San José.